# Полтавські підземелля

Схема полтавської фортеці з нанесеними (імовірними) підземними ходами

Полта́вські підземе́лля — мережа підземних ходів і споруд під історичною частиною Полтави.

## Юридичний статус
Полтавські підземелля — підземні ходи, що пролягають в районі Соборної площі, проспекті Віталія Грицаєнка, парку Перемоги, вулиць Стрітенської, Сковороди, Круглої, на території колишнього Полтавського кадетського корпусу, садиби краєзнавчого музею та інших місцях історичної частини міста є археологічними пам'ятками державного значення.

## Розташування і походження
За оцінками дослідників, свій початок полтавські підземелля ведуть з часів Давньоруської держави, від природних печер, що використовувалися жителями в давнину як схованки від ворогів. Вважається, що перші капітальні підземні укріплення були споруджені, імовірно, в період, коли Полтавщина входила до складу Великого князівства Литовського — у 1430—1440 роках Олександр Глинський збудував тут укріплення, яке згодом стало складовою частиною Полтавської фортеці.
Під час Великої Північної війни, напередодні облоги Полтави шведами, підземелля були укріплені і розширені. Мережа підземних ходів розповсюджувалася не тільки під фортецею, але виходила до форштадту (з півдня на північ — Сонячний, Петровський парки, провулок Круглий, за територією кадетського корпусу; зі сходу на захід — від сучасної вулиці Пилипа Орлика до вулиці Шевченка).
В ході повоєнної забудови Полтави виявляли підземелля і за межами Старого міста й форштадту: в районі вулиць Європейської і Баяна, на Кобищанах та в інших місцях. Є підземелля й під Монастирською горою.

## Історія досліджень
Перші більш-менш детальні дослідження полтавських підземель були проведені археологом-аматором, збирачем старожитностей і нумізматики Іваном Антоновичем Зарицьким в 1880—1890 роках. Дослідження Зарицького були обнародувані істориком Василем Євстафійовичем Бучневичем в книзі «Записки про Полтаву і її пам'ятники» (перше видання 1902 року).
До дослідження підземель в контексті вивчення історії Полтави дещо пізніше звертається інший історик і краєзнавець Лев Васильович Падалка. Причому, він згадує не лише підземні спорудження під Полтавою, але й стародавні печери, підземні ходи деяких інших населених пунктів. За описами Падалки, підземелля Полтави являють собою майстерно спорудженої системи лабіринтів, входів, лазів, люків, колодязів для спуску в підземелля. Здебільшого вони знаходилися на глибині 3—6 саженів від поверхні землі. Висота їх була в людський зріст і більше, ширина сягала 2,5—3 метрів. Існували й великі підземні льохи. Входи до підземель були під церковними та іншими фундаментальними спорудами, від яких кількома відгалуженнями вели в різці боки — до іншої церкви, до мурів фортеці, в напрямку річки чи монастиря.
Л. В. Падалка дійшов висновку, що хоча за зібраними ним даними не можна навіть приблизно визначити межі поширення підземних ходів у межах Полтави, все ж безсумнівно, якщо судити за кількістю й частотою провалів, найбільше їх проходить у межах Старого міста і Полтавської фортеці XVII—XVIII сторіччя. Але, опираючись на виявлену велику кількість підземель в передмісті, Падалка робив висновок, що Полтава існувала до розорення її татарами в XV—XVI сторіччя і займала значно більшу територію ніж в XVII сторіччі.
Сучасний дослідник полтавських підземель, кандидат історичних наук, заслужений працівник культури України Віра Никанорівна Жук (12.04.1928 — 03.11.2008), опираючись на дослідження архівних матеріалів стверджувала, що підземні ходи, що починалися від церковних та деяких інших старовинних споруд на Івановій горі вели в трьох напрямках: до старовинного укріплення, де зараз знаходиться Біла альтанка, до нинішнього музею-садиби Івана Котляревського та до Спаської церкви, на місці якої до 1704 року знаходилася дерев'яна Преображенська церква. Від останньої, крім ходу до собору, були ходи до мурів фортеці, до нинішньої території вулиці Пилипа Орлика, до Срітенської церкви (по території сучасного Сонячного парку) та в напрямку нинішнього Петровського парку на площі Леніна. Через низинну частину міста від Старого міста ходи вели в бік іншої гори — Монастирської, де в 1650 році за ініціативою полтавського полковника Мартина Пушкаря був споруджений Полтавський Хрестовоздвиженський монастир. З-під монастирського Воздвиженського собору підземні ходи вели у напрямку селища Червоний шлях та до старої частини міста на Івановій горі.

## Археологічні знахідки
У полтавських підземеллях знаходили рештки майолікової кераміки, фрагменти глиняного посуду, різноманітні речі, посуд XVII сторіччя. Монети, знайдені під час розкопок полтавських підземелль, належать до різних періодів. Серед них були римські, польські, шведські — в основному окремими монетами. Одного разу був знайдений скарб, що складався із золотих і срібних польських і шведських монет. Російські монети часів Петра І й пізніше знаходили як у скарбах, так і окремо.
Над окремими підземеллями знайдено людські кістки, окремі кістяки, іноді цілі кладовища. Вік поховань, знайдених над підземеллями в Старому місті й за межами фортеці, поблизу неї, досить різноманітний. На думку дослідників, окремі з них відносяться до початку нової ери, інші до IX—XI сторіч, ще інші — до XVII сторіччя.

## Сучасний стан
За оцінками, полтавські підземні ходи сьогодні на 90% зруйновані. Ці підземелля — це, як правило, нічим не укріплені ходи на глибині 5—9 метрів. Час і людська діяльність на поверхні зруйнували більшу їх частину. Ті ходи, що досі інколи провалюються у різних частинах міста, досліджувати неможливо — через кожні 5—10 метрів трапляються непрохідні завали. Історичні входи в підземелля (окремий вхід існував поряд із Білою альтанкою, величезними льохами виходили на поверхню одні з останніх шматків цієї пам'ятки ще у 1970-х роках на місці нинішнього ресторану «Іванова Гора») зруйновані або замуровані. Примітні залишки входів у підземелля — ями на хіднику поблизу Площі Конституції . Проходячи поряд, можна спостерігати, що гранітні плити, якими вкрита площа, подекуди просіли: це свого часу і були входи у знамениті підземелля, які встигли дослідити полтавські археологи на початку минулого століття.